# Pristimantis mazar
Pristimantis mazar es una especie de anfibio anuro de la familia Craugastoridae.

## Distribución geográfica
Esta especie es endémica de la provincia de Cañar en Ecuador. Se encuentra entre los 2895 y 3415 m sobre el nivel del mar.

## Descripción
Los machos miden hasta 18 mm y las hembras hasta 23 mm.

## Etimología
El nombre de la especie le fue dado en referencia al lugar de su descubrimiento, la Reserva Mazar.

## Publicación original
- Guayasamin & Arteaga-Navarro, 2013: A new species of the Pristimantis orestes group (Amphibia: Strabomantidae) from the higtn Andes of Ecuador, Reserva Mazar. Zootaxa, n.º 3616 (4), p. 345-356.[3]